# كينيتشي فوكوي
كينيشي فوكوي (福井謙一) هو كيميائي ياباني ولد في 4 أكتوبر 1918 وتوفي في 9 جانفي 1998.
أصبح بروفسور فيزياء وكيمياء في جامعة كيوتو في سنة 1951 حتى سنة 1982 ثم ترأس بين 1982 و 1988 المعهد كيوتو للتكنولوجيا.

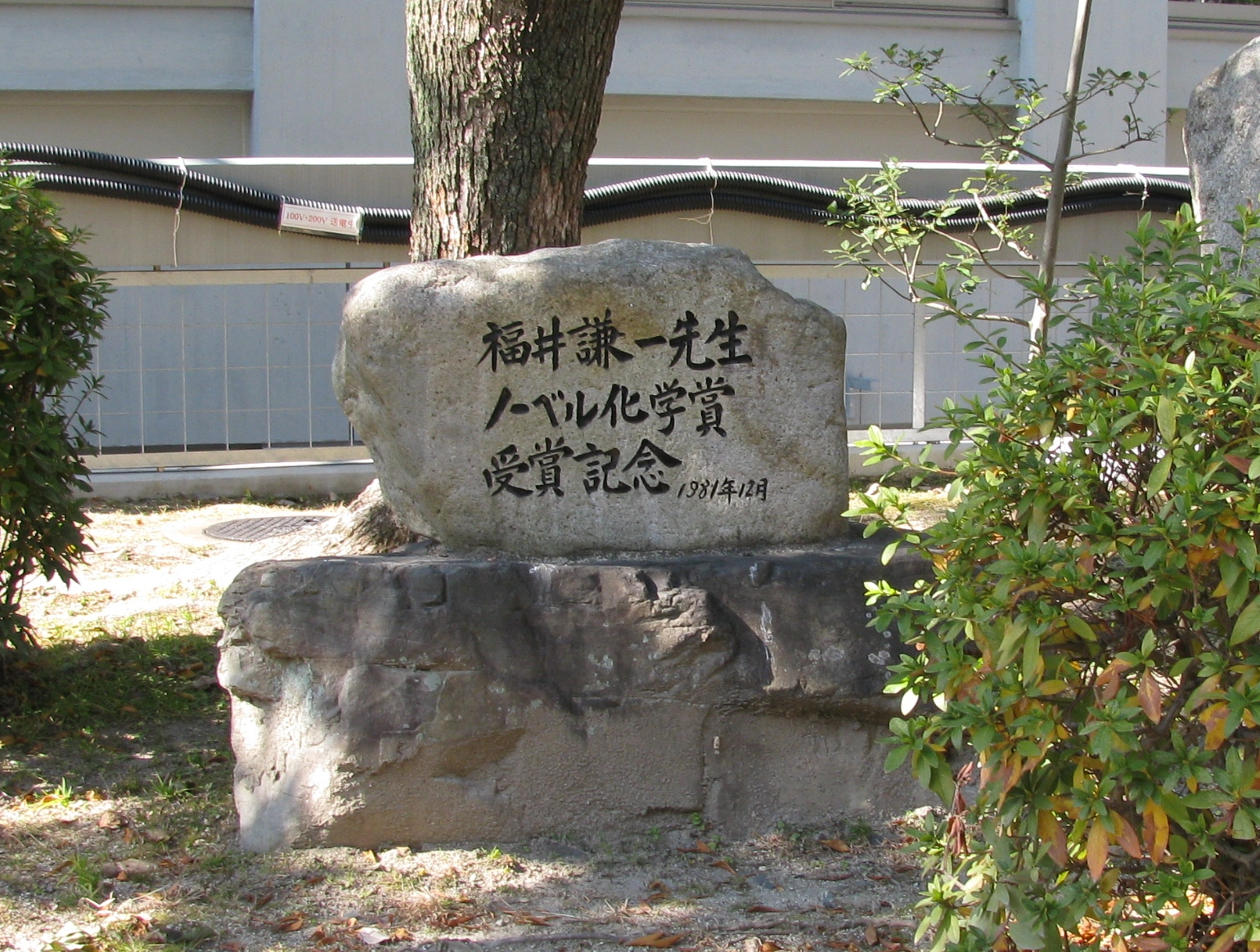
نصب كينيتشي فوكوي التذكاري في جامعة كيوتو

تحصل سنة 1981 على جائزة نوبل في الكيمياء.

## روابط خارجية
- كينيتشي فوكوي على موقع الموسوعة البريطانية (الإنجليزية)
- كينيتشي فوكوي على موقع مونزينجر (الألمانية)
- كينيتشي فوكوي على موقع إن إن دي بي (الإنجليزية)